# Ranqueles
Ranqueles é uma comuna da província de Córdoba, na Argentina.